# Tabanus aurifer
Tabanus aurifer är en tvåvingeart som beskrevs av Schuurmans Stekhoven 1926. Tabanus aurifer ingår i släktet Tabanus och familjen bromsar. Inga underarter finns listade i Catalogue of Life.